# Wilhelm Kriz
Wilhelm Kriz (* 29. November 1936) ist ein deutscher Anatom. Er gilt als Experte für die Anatomie und Physiologie der Nieren.

## Leben und Wirken
Kriz wurde auf dem Gebiet des heutigen Tschechien geboren. Er studierte an der Justus-Liebig-Universität Gießen Medizin und machte auch dort seine Ausbildung zum Anatom. An der Universität Münster war er Dozent, bevor er nach Heidelberg ging.
Wilhelm Kriz leitete von 1974 bis 2005 das Institut für Anatomie und Zellbiologie der Ruprecht-Karls-Universität Heidelberg. Anschließend war er geschäftsführender Direktor der Anatomie an der Medizinischen Fakultät Mannheim, die zur Universität Heidelberg gehört.
Anlässlich der Verleihung des Homer W. Smith Award wurden Kriz’ „grundlegenden Arbeiten […] im Bereich der Nierenanatomie und speziell seine bahnbrechenden Arbeiten zu den physiologischen Veränderungen beim chronischen Nierenversagen“ hervorgehoben. Kriz habe „als erster die kritische Rolle der sogenannten Podozyten […] bei der Entwicklung eines chronischen Nierenversagens gezeigt“.
Laut Datenbank Sopus hat Kriz einen h-Index von 79 (Stand Dezember 2024).
Zu Kriz’ Schülern zählte unter anderem Gunther von Hagens, der die Plastination erfand und dessen Praxis der Akquisition von Leichnamen Anfang 2004 negative Folgen für den Ruf von Kriz und der Heidelberger Fakultät hatte.

## Auszeichnungen (Auswahl)
- 1990 Jacob-Henle-Medaille der medizinischen Fakultät der Georg-August-Universität Göttingen[8]
- 2007 Franz-Volhard-Medaille der Deutschen Gesellschaft für Nephrologie[9]
- 2010 Homer W. Smith Award der American Society of Nephrology (benannt nach Homer W. Smith)[1][10][11]